# Kinnickinnic (Wisconsin)
Kinnickinnic es un pueblo ubicado en el condado de St. Croix en el estado estadounidense de Wisconsin. En el Censo de 2010 tenía una población de 1722 habitantes y una densidad poblacional de 18,92 personas por km².

## Geografía
Kinnickinnic se encuentra ubicado en las coordenadas 44°54′34″N 92°33′7″O / 44.90944, -92.55194. Según la Oficina del Censo de los Estados Unidos, Kinnickinnic tiene una superficie total de 91 km², de la cual 90.99 km² corresponden a tierra firme y (0.01%) 0.01 km² es agua.

## Demografía
Según el censo de 2010, había 1722 personas residiendo en Kinnickinnic. La densidad de población era de 18,92 hab./km². De los 1722 habitantes, Kinnickinnic estaba compuesto por el 96.05% blancos, el 0.46% eran afroamericanos, el 0.35% eran amerindios, el 2.38% eran asiáticos, el 0% eran isleños del Pacífico, el 0.06% eran de otras razas y el 0.7% pertenecían a dos o más razas. Del total de la población el 1.28% eran hispanos o latinos de cualquier raza.